# کالیفرنوزاروس
کالیفرنوسور (نام علمی: Californosaurus) (به معنی سوسمار کالیفرنیا)، یک ایکتیوسور، خزنده آبزی منقرض شده بوده، که در زمان حیات دایناسورها زندگی می‌کرده و مربوط به دورهٔ کرتاسه پیشین می‌باشد. این جانور حدود ۳ متر طول داشت‌است. سنگوارهٔ کالیفرنوسور در کالیفرنیا کشف شده‌است و در سال ۱۹۳۴ به وسیله کان نام‌گذاری شد. گونه خاص این جنس کالیفرنوسور پررینی نام دارد.